# Зала слави ФІБА
Зала слави ФІБА, або Зала слави баскетболу ФІБА, вшановує гравців, тренерів, команди, арбітрів та адміністраторів, які внесли значний внесок у міжнародні змагання з баскетболу. Вона була заснована ФІБА у 1991 році. До її складу входить «Самаранч бібліотека», найбільша баскетбольна бібліотека в світі, яка станом на 2007 рік налічувала понад 10 000 книг про баскетбол і 950 журналів з більш ніж 65 країн. Будівля Зали слави ФІБА — це музей баскетболу, побудований Фондом Педро Феррандіса в місті Алькобендас, громада Мадрида, Іспанія.